# Elias (oratório)
Elias (em alemão:  Elias; em em inglês:  Elijah), Op. 70, MWV A 25, é um oratório de Felix Mendelssohn que descreve eventos da vida do profeta Elias como contados nos livros de I Reis e II Reis do Antigo Testamento. Estreou em 26 de agosto de 1846.

## Música e estilo
Esta obra musical foi composta no espírito dos predecessores barrocos de Mendelssohn, Bach e Händel, cuja música ele admirava muito. Em 1829, Mendelssohn organizou a primeira apresentação da Paixão segundo São Mateus, de Bach, que estava esquecida desde a morte do compositor (1750), e isso foi fundamental para trazer essa e outras obras de Bach a uma popularidade generalizada. Em contraste, os oratórios de Händel nunca saíram de moda na Inglaterra. Mendelssohn preparou uma edição acadêmica de alguns dos oratórios de Händel para publicação em Londres. Elias é modelado nos oratórios desses dois mestres barrocos; no entanto, em seu lirismo e uso de cor orquestral e coral, o estilo reflete claramente o próprio gênio de Mendelssohn como um dos primeiros compositores românticos. 
A obra é composta para oito solistas vocais (2 sopranos, 2 contraltos, 2 tenores e 2 baixos), orquestra sinfônica completa, formada por 2 flautas, 2 oboés, 2 clarinetes, 2 fagotes, 4 trompas, 2 trompetes, 3 trombones, oficleide, tímpanos, órgão, cordas e um grande coro, geralmente cantando a quatro vozes, mas, ocasionalmente, a oito partes. O papel-título foi cantado, na estreia, pelo baixo austríaco Josef Staudigl.
Mendelssohn havia discutido um oratório baseado em Elias, no final da década de 1830, com seu amigo Karl Klingemann, que lhe fornecera o libreto de sua opereta cômica Die Heimkehr aus der Fremde, que resultou em um texto parcial que Klingemann não conseguiu terminar. Mendelssohn, então, se voltou para Julius Schubring, o libretista de seu oratório anterior, Paulus, que, rapidamente, abandonou o trabalho de Klingemann e produziu seu próprio texto, que combinava a história do Profeta Elias, como era narrada nos livros de I e II Reis, com o livro de Salmos. Em 1845, o Festival de Birmingham encomendou um oratório a Mendelssohn, que trabalhou com Schubring para colocar o texto em sua forma final e, em 1845 e 1846, compôs seu oratório em alemão e inglês, em paralelo, tendo o cuidado de mudar as frases musicais para se adequarem aos ritmos e à acentuação prosódica musical da tradução de William Bartholomew, um químico que também era um poeta e compositor amador experiente.
O oratório foi apresentado, pela primeira vez, em 26 de agosto de 1846, no Birmingham Town Hall, em sua versão em inglês, conduzido pelo próprio compositor, e foi, imediatamente, aclamado como um clássico do gênero. Como escreveu o crítico do The Times: "Nunca houve um triunfo mais completo – nunca, um reconhecimento mais completo e rápido de uma grande obra de arte'. Não obstante o triunfo da obra, Mendelssohn revisou seu oratório, por atacado, antes de executar outro grupo de performances em Londres, em abril de 1847– um deles (23 de abril), na presença da Rainha Vitória e do Príncipe Albert. A versão alemã foi apresentada pela primeira vez no aniversário do compositor, 3 de fevereiro de 1848, em Leipzig, alguns meses após a morte de Mendelssohn, sob a batuta do compositor Niels Wilhelm Gade .

## Narrativa bíblica

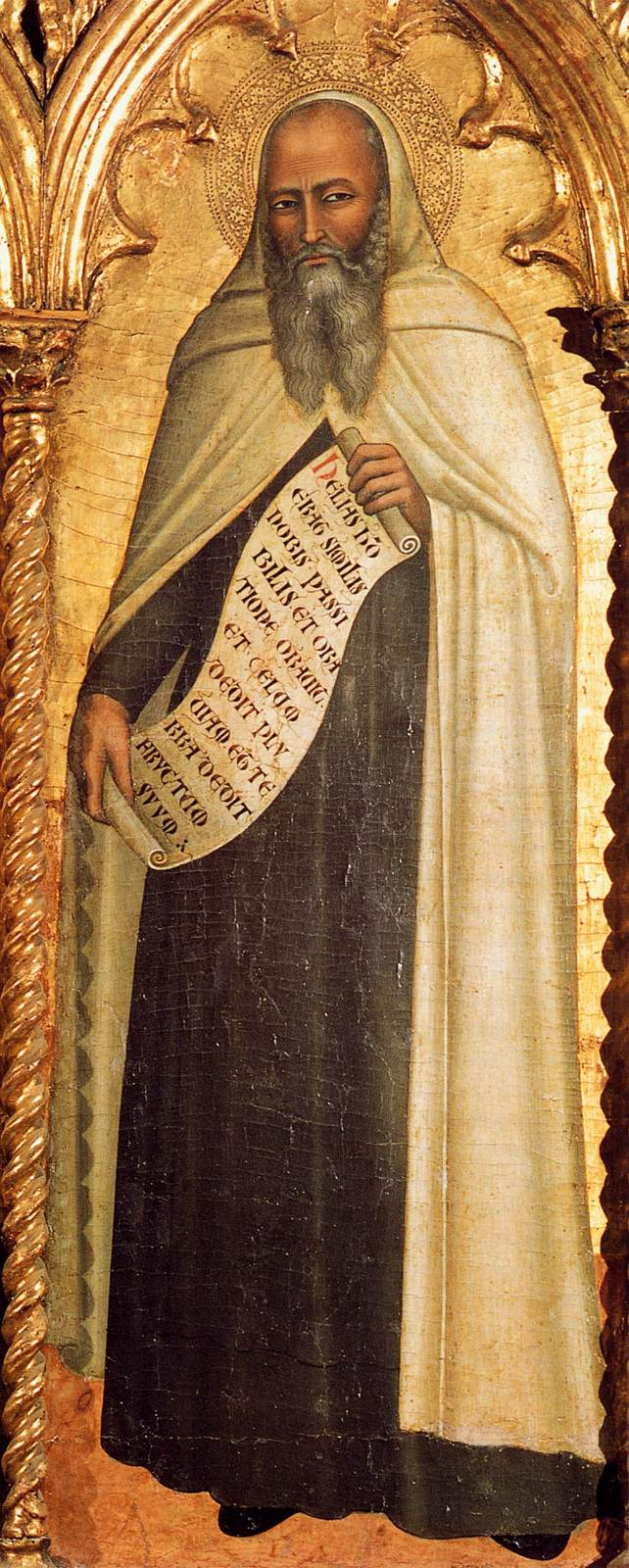
O oratório retrata eventos na vida do profeta Elias

Mendelssohn usa episódios bíblicos relativos ao profeta Elias, que no original, I Reis 17:19 e II Reis 2:1, são narrados de forma bastante lacônica, para produzir cenas intensamente dramáticas, ao mesmo tempo em que acrescentam vários textos bíblicos relacionados, a maioria retirados do Antigo Testamento. Estes eram, sem dúvida, bem ajustados ao gosto da época de Mendelssohn, e um sentimentalismo vitoriano também parece detectável em alguns lugares.
Entre os episódios da narrativa bíblica, está a ressurreição de um jovem que havia morrido naqueles dias. Um episódio dramático é a disputa dos deuses, em que Jeová, com uma coluna de fogo, consome não só o sacrifício oferecido por Elias, mas também as pedras do altar, enquanto uma sequência de orações feitas pelos profetas do deus Baal, cada vez mais frenéticas, falhou. A primeira parte do oratório é concluída com a chegada da chuva à terra de Israel, ressecada por meio das orações de Elias. A parte II retrata a acusação de Elias pela Rainha Jezabel, a retirada dele para o deserto, sua visão de Deus aparecendo em circunstâncias diversas, seu retorno ao trabalho e sua ascensão ao céu em uma carruagem de fogo. A obra termina com profecias e louvor.

## Estrutura
A obra, constituída de duas partes, se inicia com uma declamação de Elias em forma de recitativo accompagnato, após a qual a abertura é tocada. As seções estão listadas na tabela a seguir, com o incipt do texto em alemão e inglês, a citação bíblica para a passagem correspondente e as vozes. O coro é principalmente SATB de quatro partes, mas, às vezes, de oito partes. Os solistas são: baixo (B) Elias; soprano (S), cantando a Viúva, o Moço (às vezes cantada por um menino de voz aguda) e o Anjo II; alto (A), cantando Anjo I e a Rainha; e tenor (T), cantando as partes de Obadias e Acabe (rei). Mendelssohn pede oito solistas, solicitando Soprano I e II no movimento 2, adicionalmente Alto I e II nos movimentos 7 e 35 e Tenor e Baixo I e II também no movimento 7; mas o trabalho é, frequentemente, realizado com quatro solistas.
Alguns movimentos são formas simples de oratório, como recitativo e ária, outros exploram combinações híbridas, como recitativo com coro, para efeito dramático. A abertura orquestral, em forma de fuga, conduz por um "attacca" ao primeiro movimento coral. O coro atua como o povo ("Das Volk"), mas também comenta, como o coro no drama grego.
| Nº | Descrição                | Incipit (Alemão)                         | Tradução Inglesa                                            | Citação Bíblica                                                                   | Vozes                                |
| -- | ------------------------ | ---------------------------------------- | ----------------------------------------------------------- | --------------------------------------------------------------------------------- | ------------------------------------ |
|    | Introdução               | So wahr der Herr, der Gott Israels lebet | As God the Lord of Israel liveth                            | I Reis 17:1                                                                       | Elias (Baixo)                        |
|    | Abertura                 |                                          |                                                             |                                                                                   |                                      |
| 1  | Coro                     | Hilf, Herr!                              | Help, Lord!                                                 | Jeremias 8:20 e Lamentações 4:4                                                   | SATB                                 |
| 2  | Dueto e coro             | Herr, höre unser Gebet!                  | Lord! bow thine ear to our prayer!                          | II Reis 19:16 e Lamentações 1:17                                                  | S A SATB                             |
| 3  | Recitativo               | Zerreißet eure Herzen                    | Ye people, rend your hearts                                 | Joel 2 12:13                                                                      | Obadias (Tenor)                      |
| 4  | Ária                     | So ihr mich von ganzem Herzen suchet     | If with all your hearts                                     | Deuteronômio 4:29 e Jó 23:3                                                       | Obadias                              |
| 5  | Coro                     | Aber der Herr sieht es nicht             | Yet doth the Lord see it not                                | Êxodo 20:5-6                                                                      | SATB                                 |
| 6  | Recitativo               | Elias, gehe von hinnen                   | Elijah! get thee hence                                      | I Reis 17:3-4                                                                     | Anjo I (Alto)                        |
| 7  | Quarteto Duplo           | Denn er hat seinen Engeln befohlen       | For he shall give his angels                                | Salmos 91:11-12                                                                   | Anjos: SSAATTBB                      |
| 7  | Recitativo               | Nun auch der Bach vertrocknet ist        | Now Cherith's brook is dried up                             | I Reis 17:7, I Reis 17:9, e I Reis 17:14                                          | Anjo I                               |
| 8  | Recitativo, ária e dueto | Was hast du mir getan                    | What have I to do with thee?                                | II Reis 17:17-24, Salmos 38:6, Salmos 86:15, Salmos 88:10 e Salmos 128:1          | Viúva (Soprano), Elias               |
| 9  | Coro                     | Wohl dem, der den Herrn fürchtet         | Blessed are the men who fear him                            | Salmos 128:1, Salmos 112:1-4                                                      | SATB                                 |
| 10 | Recitativo com coro      | So wahr der Herr Zebaoth lebet           | As God the Lord of Sabaoth liveth                           | I Reis 18:15, I Reis 18:17-19 e I Reis 18:23-25                                   | Elias, Acabe (Tenor), SATB           |
| 11 | Coro                     | Baal erhöre uns!                         | Baal, we cry to thee; hear and answer us!                   | I Reis 18:26                                                                      | SSAATTBB                             |
| 12 | Recitativo com coro      | Rufet lauter! Denn er ist ja Gott!       | Call him louder, for he is a god!                           | I Reis 18:27                                                                      | Elias, SATB                          |
| 13 | Recitativo com coro      | Rufet lauter! Er hört euch nicht.        | Call him louder! he heareth not!                            | I Reis 18:28                                                                      | Elias, SATB                          |
| 14 | Ária                     | Herr, Gott Abrahams, Isaaks und Israels  | Lord God of Abraham, Isaac and Israel!                      | I Reis 18:36-37                                                                   | Elias, SATB                          |
| 15 | Quarteto                 | Wirf dein Anliegen auf den Herrn         | Cast thy burden upon the Lord                               | Salmos 55:22, Salmos 16:8, Salmos 105:8, Salmos 25:3                              | S A T B                              |
| 16 | Recitativo com coro      | Der du deine Diener machst zu Geistern   | O thou, who makest thine angels spirits (The fire descends) | I Reis 18:36-37, I Deuteronômio 6:4                                               | Elias, SATB                          |
| 17 | Ária                     | Ist nicht des Herrn Wort wie ein Feuer   | Is not his word like a fire?                                | Jeremias 23:29 e Salmos 7:11-12                                                   | Elias                                |
| 18 | Arioso                   | Weh ihnen, dass sie von mir weichen!     | Woe unto them who forsake him!                              | Oseias 7:13                                                                       | A                                    |
| 19 | Recitativo com coro      | Hilf deinem Volk, du Mann Gottes!        | O man of God, help thy people!                              | I Reis 43:45, Jeremias 14:22, II Crônicas 6:19, Deuteronômio 28:23, e Salmos 28:1 | Obadias, Elias, SATB, Moço (Soprano) |
| 20 | Coro                     | Dank sei dir, Gott                       | Thanks be to God                                            | Salmos 93:3-4                                                                     | SATB                                 |

| Nº | Descrição           | Incipit (Alemão)                                        | Tradução inglesa                                   | Citação Bíblica | Vozes                      |
| -- | ------------------- | ------------------------------------------------------- | -------------------------------------------------- | --- | -------------------------- |
| 21 | Ária                | Höre, Israel                                            | Hear ye, Israel!                                   | Deuteronômio 4:, Isaías 41:10, Isaías 48:1,18, Isaías 49:7, Isaías 51:12-13, e Isaías 53:1                            | S                          |
| 22 | Coro                | Fürchte dich nicht, spricht unser Gott                  | Be not afraid, saith God the Lord                  | Isaías 41:10 e Salmo 91:7                                                                                             | SATB                       |
| 23 | Recitativo com coro | Der Herr hat dich erhoben                               | The Lord hath exalted thee                         | I Reis 14:7, I Reis 14:9, I Reis 14:15, e I Reis 16:30-33                                                             | Elias, Rainha (Alto), SATB |
| 24 | Coro                | Wehe ihm, er muss sterben!                              | Woe to him, he shall perish                        | I Reis 19:2, I Reis 21:7, Jeremias 26:9,11, e Eclesiástico 48:2-3                                                     | SATB                       |
| 25 | Recitativo          | Du Mann Gottes, laß meine Rede                          | Man of God, now let my words                       | II Reis 1:13, Jeremias 5:3, Jeremias 26:11, Salmo 59:3, I Reis 19:4, Deuteronômio 31:6, Êxodo 12:32, e I Samuel 17:37 | Obadias, Elias             |
| 26 | Ária                | Es ist genug, so nimm nun, Herr, meine Seele            | It is enough, O Lord now take away my life         | I Reis 19:14, I Reis 19:10, e Jó 7:16                                                                                 | Elias                      |
| 27 | Recitativo          | Siehe, er schläft                                       | See, now he sleepeth                               | I Reis 19:5 e Salmos 34:7                                                                                             | Um Tenor                   |
| 28 | Trio                | Hebe deine Augen auf zu den Bergen                      | Lift thine eyes                                    | Salmos 121:1-3 | 3 Anjos: S S A             |
| 29 | Coro                | Siehe, der Hüter Israels schläft noch schlummert nicht  | He, watching over Israel, slumbers not             | Salmos 121:4 e Salmos 138:7                                                                                           | SATB                       |
| 30 | Recitativo          | Stehe auf, Elias, denn du hast einen großen Weg vor dir | Arise, Elijah, for thou hast a long journey        | I Reis 19:7-8, I Reis 49:4, e Isaías 64:1-2                                                                           | Anjo I, Elias              |
| 31 | Ária                | Sei stille dem Herrn                                    | O rest in the Lord                                 | Salmos 37:1-7 | Anjo I                     |
| 32 | Coro                | Wer bis an das Ende beharrt, der wird selig.            | He that shall endure to the end, shall be saved.   | Mateus 10:22 e Mateus 24:13                                                                                           | SATB                       |
| 33 | Recitativo          | Herr, es wird Nacht um mich                             | Night falleth round me, O Lord!                    | I Reis 19:11-25 e I Reis 19:11                                                                                        | Elias, Anjo II (Soprano)   |
| 34 | Coro                | Der Herr ging vorüber                                   | Behold! God the Lord passeth by!                   | I Reis 19:11-12 | SATB                       |
| 35 | Quarteto com coro   | Seraphim standen über ihm; Heilig ist Gott der Herr     | Above him stood the Seraphim; Holy is God the Lord | I Isaías 6:2-3 | A; S S A A SATB            |
| 36 | Coro com Recitativo | Gehe wiederum hinab! Ich gehe hinab                     | Go, return upon thy way! I go on my way            | I Reis 19:15-18, Salmos 71:16, Salmos 16:2,9                                                                          | SSATTBB, Elias             |
| 37 | Arioso              | Ja, es sollen wohl die Berge weichen                    | For the mountains shall depart                     | Isaías 54:10 | Elias                      |
| 38 | Coro                | Und der Prophet Elias brach hervor                      | Then did Elijah the prophet break forth            | II Reis 2:1, II Reis 2:11, Eclesiástico 48:1, e Eclesiástico 48:6-7                                                   | SATB                       |
| 39 | Ária                | Dann werden die Gerechten leuchten                      | Then shall the righteous shine forth               | Mateus 13:43 Mateus 8:43 e Isaías 51:11                                                                               | T                          |
| 40 | Recitativo          | Darum ward gesendet der Prophet Elias                   | Behold, God hath sent Elijah                       | Malaquias 4:5-6 | S                          |
| 41 | Coro e quarteto     | Aber einer erwacht von Mitternacht                      | But the Lord, from the north hath raised one       | Isaías 41:25, Isaías 42:1, Isaías 11:2, Isaías 41:25, Isaías 42:1, Isaías 11:2 e Isaías 55:1, Isaías 55:3             | SSAATTBB                   |
| 42 | Coro                | Alsdann wird euer Licht hervorbrechen                   | And then shall your light break forth              | Isaías 58:8 e Isaías 63:8                                                                                             | SATB                       |
| 42 | Coro                | Herr, unser Herrscher                                   | Lord, our Creator                                  | Salmos 8:1 | SATB                       |

## Recepção

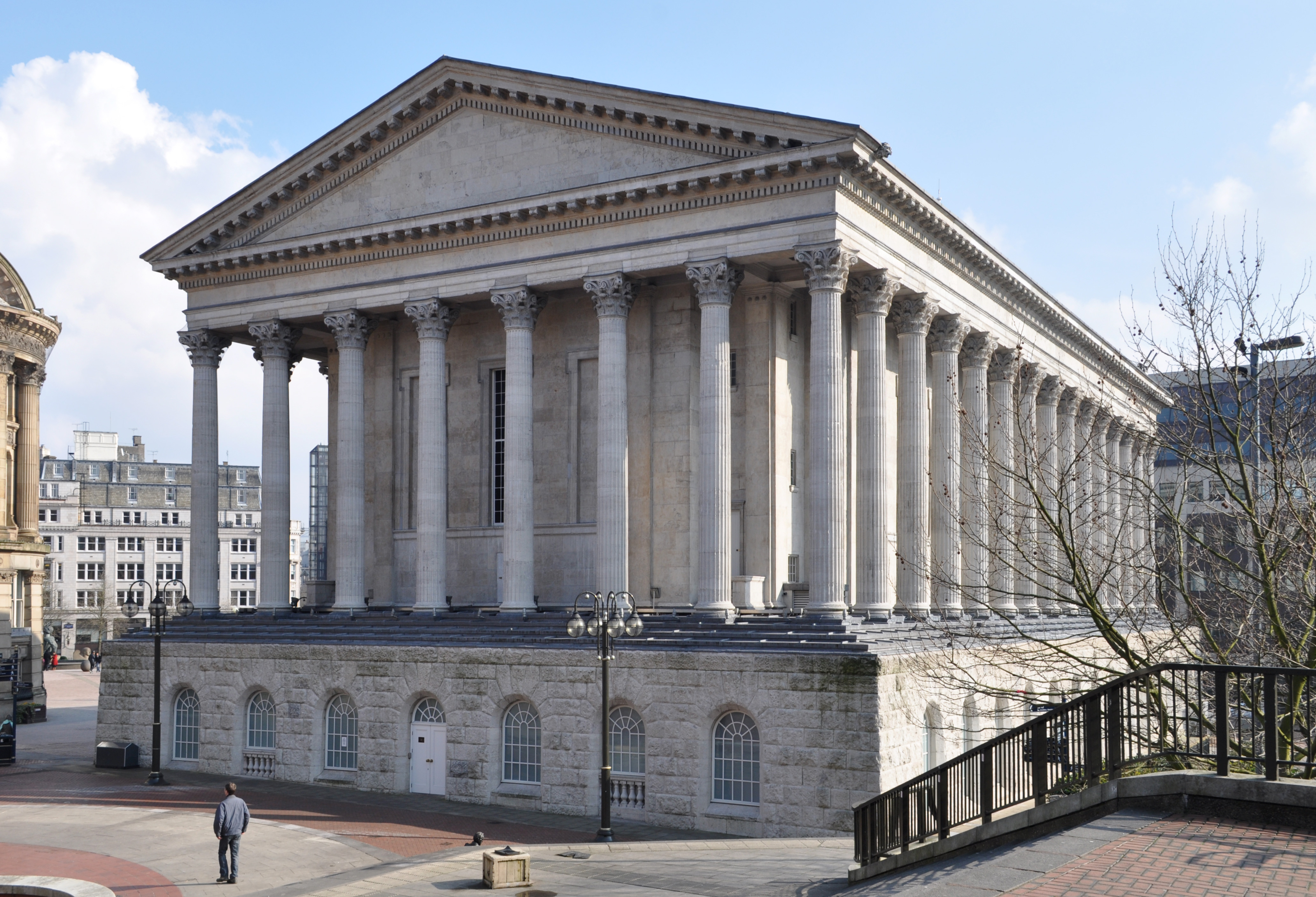
Birmingham Town Hall, onde o Elias estreou

Elias foi popular em sua estreia e tem sido, frequentemente, apresentado principalmente em países de língua inglesa, desde então. É um favorito do gênero, principalmente em sociedades de corais amadores, tanto no mundo germânico quanto no anglo-saxão. Seu melodrama, apelo fácil e refrões emocionantes forneceram a base para inúmeras performances de sucesso. O príncipe Albert escreveu em um libreto para o oratório Elias em 1847: "Ao nobre artista, que, cercado pelo culto a Baal da falsa arte, conseguiu, como um segundo Elias, por meio de gênio e estudo, permanecer fiel ao serviço da verdadeira arte." Vários críticos trataram o trabalho com severidade, enfatizando sua perspectiva convencional e estilo musical ousado. Bernard Shaw escreveu:
Fiquei de fora da apresentação na quarta-feira até a última nota, um ato de devoção profissional que não fazia parte dos meus planos para a noite. . . Basta pensar em Parsifal, na Nona Sinfonia, em A Flauta Mágica, nos momentos inspirados de Bach e Händel, para ver o grande abismo que existe entre o verdadeiro sentimento religioso e o nosso deleite na beleza requintada do estilo de Mendelssohn.
Sua popularidade mudou ao longo dos anos. Depois que a Handel and Haydn Society de Boston apresentou o trabalho pela primeira vez, em fevereiro de 1848, seu sucesso resultou em mais oito apresentações naquela primavera. Em meados da década de 1920, no entanto, HT Parker, o principal crítico de música da cidade, descreveu como os membros da platéia olhavam para cima em uma apresentação recente: "Quantos daqueles olhos estavam lá em êxtase, ou estavam contando as quatro luzes queimadas no "sunburst" central do teto? . . . . Elias é desesperadamente, terrivelmente, irremediavelmente vitoriano.
Mendelssohn escreveu a parte de soprano do Elias para a "Swedish Nightingale", Jenny Lind, embora ela não estivesse disponível para cantar na estreia de Birmingham. Em seu lugar, o papel foi "representado" por Maria Caterina Rosalbina Caradori-Allan. Lind ficou arrasada com a morte prematura do compositor em 1847. Ela não se sentiu capaz de cantar a parte por um ano depois. Ela voltou a cantar a peça no Exeter Hall, em Londres, no final de 1848, levantando £ 1.000 para financiar uma bolsa de estudos em seu nome. Depois que Arthur Sullivan se tornou o primeiro destinatário da Mendelssohn Scholarship, ela o apoiou em sua carreira.
Charles Salaman adaptou o coro 32: "Aquele que perseverar até o fim" de Elias como cenário para o Salmo 93 (Adonai Malakh), cantado na maioria das noites de sexta-feira, no culto de véspera de sábado da comunidade judaica espanhola e portuguesa de Londres.